# Eviota erdmanni
Eviota erdmanni, tên thông thường là Erdmann's dwarfgoby, là một loài cá biển thuộc chi Eviota trong họ Cá bống trắng. Loài này được mô tả lần đầu tiên vào năm 2016.

## Từ nguyên
Loài cá này được đặt theo tên của nhà ngư học Mark V. Erdmann, người đã chụp ảnh và thu thập rất nhiều cá thể của chi Eviota, nhiều trong số đó là những loài mới, bao gồm cả loài cá này.

## Phạm vi phân bố và môi trường sống
E. erdmanni hiện chỉ được biết đến ở một địa điểm duy nhất: vùng biển ngoài khơi thủ phủ Ende, thuộc biển Savu (phía nam đảo Flores, Indonesia). Hai mẫu vật của loài cá này được thu thập ở độ sâu khoảng 3 m.

## Mô tả
Chiều dài cơ thể tối đa được ghi nhận ở E. erdmanni là gần 1,2 cm. Đầu và thân có màu hồng tím. Hai bên đầu có nhiều vạch đốm màu đỏ cam sáng từ tròn đến thuôn dài, tập trung nhiều ở nửa dưới của má và góc hàm. Đỉnh mõm, hàm và vùng trước mắt có màu đỏ cam. Mống mắt màu đỏ cam. Gáy có đốm lớn rõ rệt, màu vàng tươi, hình bầu dục ngay trên nắp mang, đường kính của đốm nhỏ hơn đường kính của mắt. Gốc vây ngực có hai đốm màu vàng cam được ngăn cách bởi một sọc xiên màu trắng, ánh kim. Lưng có khoảng 14 - 15 chấm nhỏ, màu đỏ sẫm, bắt đầu từ gáy và trải dài về phía cuống đuôi; chấm cuối cùng nằm trong một vệt đốm đen ở cuống đuôi. Vùng dưới da ở hai bên thân có 4 vạch màu nâu đỏ, bắt đầu từ vây hậu môn và trải dài đến cuống đuôi. Vảy có viền màu đỏ sẫm. Vây ngực và vây bụng trong mờ, màu hồng nhạt trên các tia và màng vây. Nửa dưới của vây lưng thứ nhất có màu đỏ sẫm; nửa trên có màu vàng cam; toàn bộ vây lưng thứ nhất có các đốm đen nhỏ li ti. Vây lưng thứ hai có màu vàng cam với các chấm đen nhỏ. Các tia vây đuôi có các đốm màu cam. Vây hậu môn có màu nâu đỏ sẫm; rìa có màu trắng hồng nhạt.
Số gai ở vây lưng: 7; Số tia vây ở vây lưng: 9; Số gai ở vây hậu môn: 1; Số tia vây ở vây hậu môn: 8; Số tia vây ở vây ngực: 15.